# Pomnik strzelców łotewskich w Rydze
Pomnik strzelców łotewskich – pomnik w Rydze, na Placu Strzelców Łotewskich, nad Dźwiną, na osi Mostu Kamiennego.

## Historia

### Budowa pomnika
Pomnik miał powstać w ramach obchodów 50. rocznicy rewolucji październikowej. Pierwotnie poświęcony był jedynie czerwonym strzelcom łotewskim, walczącym podczas wojny domowej w Rosji po stronie bolszewików. Konkurs na jego projekt Rada Ministrów Łotewskiej SRR rozpisała w 1966 r., do udziału w nim zgłoszono 34 projekty.
Drugą nagrodę w konkursie otrzymał projekt Jurisa Maurinsa. Zaproponowany przez niego pomnik przedstawiał trzy kamienne głowy strzelców, zwrócone w trzy strony, na jednym postumencie. Pierwsze miejsce zajął natomiast projekt Valdisa Albergsa, zakładający wzniesienie trzech stojących postaci umundurowanych strzelców na tle ściany, na której ukazano kolejne twarze. Ostatecznie żadna z tych koncepcji nie została zrealizowana w pierwotnym wariancie. Projekt Albergsa wykorzystano do stworzenia szerzej zakrojonego planu całego kompleksu memorialnego, w którego skład oprócz pomnika wszedł również gmach muzeum poświęconego czerwonym strzelcom łotewskim. Został on zaprojektowany przez architektów Gunārsa Lūsisa-Grīnbergsa i Dzintrasa Dribę oraz rzeźbiarza Valdisa Albergsa.
Pomnik ostatecznie nie powstał w planowanym terminie. Podczas pracy nad rzeźbami w czerwonym granicie, prowadzonej bezpośrednio na placu nad Dźwiną pod ochronnym zadaszeniem, doszło do pożaru. Podczas jego gaszenia gotowe już rzeźby zostały zalane wodą, w rezultacie czego popękały. Zdecydowano o ustawieniu ich w taki sposób, by ubytki nie były widoczne – plecami do siebie, na jednym postumencie. Pomnik został odsłonięty 22 kwietnia1971 r. Muzeum-Pomnik Czerwonych Strzelców Łotewskich funkcjonowało już wtedy od roku.
Początkowo na postumencie monumentu nie było żadnego napisu. Dopiero w 1977 r. zawieszono na nim tablicę z napisem „Czerwonym strzelcom łotewskim” w językach łotewskim i rosyjskim.
Przed pomnikiem odbywały się oficjalne uroczystości, m.in. przyjęcia w poczet pionierów.

### Pomnik po odzyskaniu niepodległości przez Łotwę
W 2000 r. zmieniono znaczenie pomnika, zawieszając nową tablicę z napisem „Strzelcom łotewskim 1915–1920”. Tym samym monument upamiętnia walkę strzelców łotewskich w całym okresie istnienia formacji – podczas I wojny światowej w Armii Imperium Rosyjskiego i następnie w rosyjskiej wojnie domowej. Wcześniej, w 1993 r., muzeum strzelców łotewskich zostało zamknięte, a w jego budynku otwarto Muzeum Okupacji. O zmianę napisu na pomniku oraz o jego renowację starał się jeden z autorów kompleksu pomnikowego, architekt Lūsis-Grīnbergs, choć nie jest jasne, czy chciał on w ten sposób zatrzeć pamięć o swoim zaangażowaniu w upamiętnianie komunistycznych bojowników, czy ochronić swoje dzieło przed demontażem. Nie mogąc doczekać się pozytywnej odpowiedzi w sprawie odnowienia pomnika, architekt sam demonstracyjnie zaczął czyścić postument rzeźby. Dopiero wtedy tablica na pomniku została zmieniona.
W 2006 r. monument został odnowiony.

## Opis
Pomnik ma wysokość 13 metrów i został wykonany z czerwonego granitu przywiezionego z Ukrainy. Przedstawia trzy postacie w mundurach strzelców łotewskich: robotnika, chłopa oraz komisarza. Na piersi jednego ze strzelców (robotnika) widnieje Order Czerwonego Sztandaru. Strzelcy zwróceni są twarzami w stronę Dźwiny. Ustawienie figur symbolizuje gotowość przedstawionych postaci do obrony Łotwy przed wrogiem.